# Lydia Delgado
Lydia Delgado (Barcelona, 4 de diciembre de 1954) es una diseñadora de moda y pintora española, reconocida por su estilo bohemio y su uso del color. Por su trabajo ha recibido la Medalla de Oro Antonio Gaudí en 2002, entre otros múltiples reconocimientos.

## Trayectoria
Delgado comenzó como bailarina en el Gran Teatro del Liceo. Más tarde, entró a trabajar en el taller del diseñador Antonio Miró. En 1989 abrió su propio taller en Barcelona. Se presentó en la Pasarela Gaudí de Barcelona en 1991, y su primer desfile en la Madrid Cibeles Fashion Week fue en febrero de 1998. La crítica ha llegado a aclamarla como la "Chanel del Mediterráneo".
Su moda recoge las influencias del estilo de costura tradicional. Defiende la sostenibilidad en la moda, trabajando siempre con fibras naturales y en particular el algodón, porque «las prendas en algodón envejecen con dignidad, son puras y auténticas.» De estilo bohemio, prefiere las producciones pequeñas, buscando la combinación y equilibrio de colores, con mucho uso del negro y la construcción de siluetas muy femeninas. Al respecto, afirmó que:

Me gusta potenciar a la persona, convertirla en un personaje y hacerla entrar en mi mundo que es, como decía, lúdico, placentero y lleno de ilusión. La ropa es un estímulo para la vida, es decir, te acompaña y te convierte en alguien especial y diferente. Yo conecto con personas que quieren ser un poco distintas al resto, y la verdad es que hay bastantes que piensan así, personas que les motiva y se divierten vistiéndose.

En septiembre de 2010 abandonó la pasarela, pero siguió vinculada al mundo de la moda con su taller en Barcelona, un espacio en Madrid, y a través de su hija, la también diseñadora Miranda Makaroff. Con ella, ha comenzado una colaboración bajo el nombre Miranda for Lydia con la que saca nuevas colecciones fieles a su estilo colorido e imaginario asentado pero aperturista.

## Reconocimientos
- Premio a la Mujer Empresaria (Federación Internacional de la Medalla de Arte), 1995.[2]
- La T de Telva de plata, 1996.[2]
- La T de Telva a la Mejor Diseñadora Española, 2001.[2]
- Medalla de Oro Antonio Gaudí, 2002.[2]
- Prix de la Moda Marie Claire, 2007.[2]